# Jennifer Ciochetti
Jennifer Ciochetti (Edmonton, 2 dicembre 1984) è una bobbista canadese.

## Biografia
Esordisce in coppa del mondo nella stagione 2006/2007 come frenatrice in coppia con Helen Upperton.
Nel 2012, insieme alla pilota Kaillie Humphries, ha vinto la medaglia d'oro nel bob a due ai campionati mondiali di Lake Placid.

## Palmarès

### Campionati Mondiali
- 1 medaglia:
  - 1 oro (bob a due a Lake Placid 2012)

### Coppa del Mondo
- 8 podi (tutti nel bob a due):
  - 4 vittorie;
  - 2 secondi posti;
  - 2 terzi posti.

#### Coppa del Mondo - vittorie
| Data             | Luogo           | Paese    | Disciplina                           |
| ---------------- | --------------- | -------- | ------------------------------------ |
| 30 novembre 2007 | Calgary         | Canada   | a due con Helen Upperton (pilota)    |
| 19 gennaio 2008  | Cesana Torinese | Italia   | a due con Helen Upperton (pilota)    |
| 29 novembre 2008 | Calgary         | Canada   | a due con Helen Upperton (pilota)    |
| 10 febbraio 2012 | Altenberg       | Germania | a due con Kaillie Humphries (pilota) |